# 康妮似鯔銀漢魚
康妮似鯔銀漢魚（學名：Pseudomugil connieae）為輻鰭魚綱銀漢魚目似鯔銀漢魚科的其中一種，被IUCN列為易為保育類動物，分布於巴布亞紐幾內亞東部Popondetta淡水流域，也有紀錄報告指出也可生活在半鹹淡水中，體長可達5公分，為熱帶淡水魚，棲息在水質清澈、動快速且與林覆蓋溪流，生活習性不明，可做為觀賞魚。

## 擴展閱讀
維基物種上的相關：康妮似鯔銀漢魚